# Božena Slančíková-Timrava
Božena Slančíková-Timrava, właściwie Božena Slančíková (ur. 2 października 1867 w Polichnie, zm. 27 listopada 1951 w Łuczeńcu) – słowacka pisarka, dramaturg, publicystka, redaktorka, działaczka społeczna, czołowa postać ruchu kobiecego na Słowacji.  Znana jest pod pseudonimem Timrava, podpisywała się także „Teta z Polichna”. Timrava została zaczerpnięta od nazwy małego jeziora z fontanną, przy którym lubiła siedzieć podczas pisania.

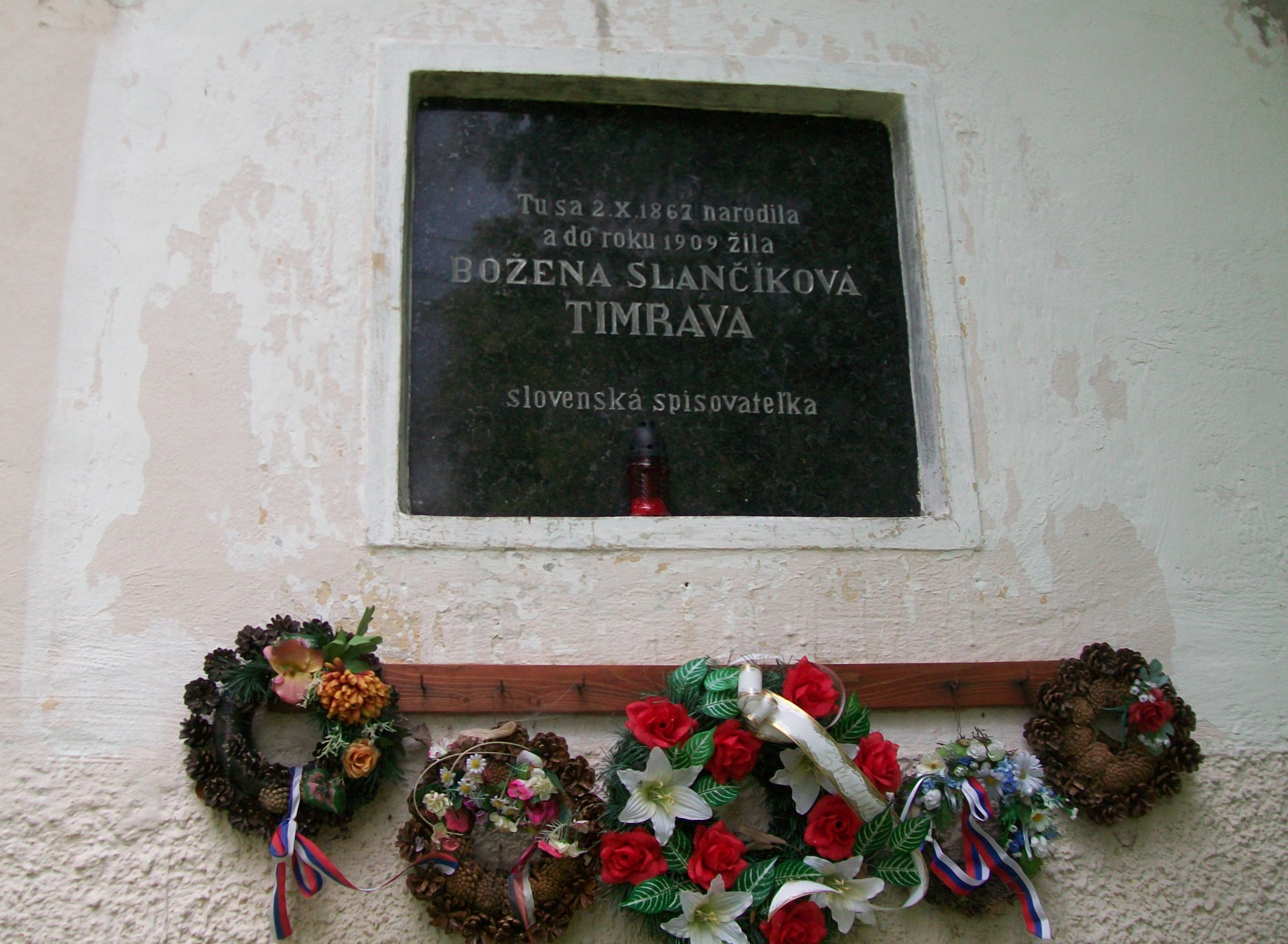
Tablica pamiątkowa Boženy Slančíkovej–Timravy, Polichno

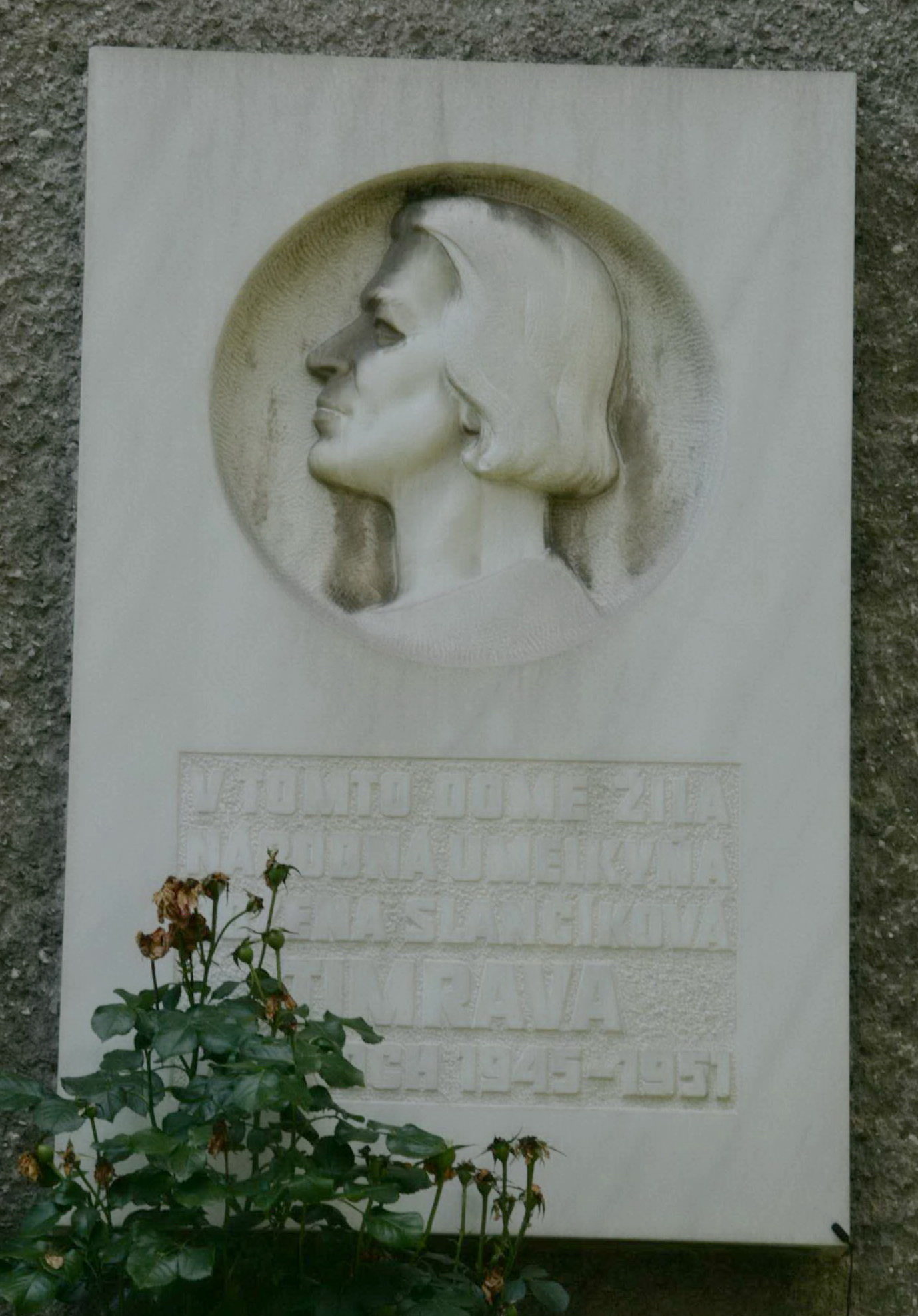
Tablica pamiątkowa Boženy Slančíkovej–Timravy, Łuczeniec

## Życiorys
Božena urodziła się w rodzinie Pavla Slančíka, pastora luterańskiego i jednego ze współzałożycieli Macierzy Słowackiej oraz Evy Márii Honétzy. Miała liczne rodzeństwo i rodziców nie było stać, aby posłać ją do szkół. Przez dwa lata uczyła się w wiejskiej szkole w Polichnie, potem uczył ją ojciec. Mając piętnaście lat uczyła się w szkole z internatem w Bańskiej Bystrzycy, gdzie skończyła IV klasę szkoły miejskiej. W mieście pozostała do 1909 roku, gdy zmarł jej ojciec. W tym czasie próbowała podejmować różne prace. Przez trzy miesiące była towarzyszką zamożnej wdowy w Dolnym Kubinie, a później została opiekunką zbiorów w Słowackim Muzeum Narodowym w Martinie, ale również jedynie przez krótki czas. Zamieszkała z matką w pobliżu plebanii jej brata bliźniaka Bohuslava w Ábelovej. Podczas pobytu w Martinie poznała Elenę Maróthy-Šoltésovą, członkinię słowackiego ruchu kobiecego, która zachęcała ją do zostania pisarką. Niewielkie zarobki z pisania zmusiły ją do podjęcia pracy jako opiekunka w przedszkolu. Na tym stanowisku pracowała w latach 1919–1929. Niewielka pensja i tantiemy zmusiły ją do przeprowadzki w 1945 do Łuczeńca, gdzie zamieszkała z krewnymi. W 1947 roku otrzymała tytuł artysty narodowego – „Národný umelec” ČSR.

## Twórczość
Chociaż mieszkała z dala od ośrodków wydarzeń społecznych i kulturalnych, jej horyzonty literackie i kulturowe zostały rozszerzone przez rodzinę, a także przez spotkania z Kolomanem Banšellem, działaczką narodową Emą Goldpergerovą i Oľgą Petényi-Petianovą, matką Štefana Krčméry. Razem z siostrą Ireną wydawała ręcznie pisane czasopismo „Ratolesť”. Zachował się tylko jeden numer, w którym napisała opowiadanie Na vrchoch.
Wśród jej pierwszych dzieł znajdowały się wiersze satyryczne, ale później poświęciła się pisaniu głównie powieści i opowiadań, sporadycznie sztuk teatralnych. W swoich pracach doskonale opisywała ludzi i ich mentalność, cechy i myśli, krytykowała współczesne jej problemy polityczne i narodowe, nie wahała się krytykować głównych nurtów myślowych i opisywać trudności wiejskiego życia. Opowieści opierały się głównie na środowisku wiejskim lub działy się w małym miasteczku jej regionu, a wiele z nich opiera się na własnych doświadczeniach i historii z jej życia. Do 1896 roku publikowała swoje prace tylko w czasopismach, a później w wydaniach książkowych. Chociaż miłość często pojawia się w jej pracach jako główny motyw, nigdy nie stała się sentymentalna, ale raczej wskazywała na wyrachowanie, co odróżniało ją od poprzedniej słowackiej prozy. Autorka prozy zaliczanej do drugiej fali realizmu literackiego.
Jej eseje o słowackiej literaturze zostały opublikowane w Korešpondencia Timravy a Šoltésovej.

## Wybrane dzieła

### Proza
- 1907 – Tá zem vábna
- 1908 – Márnosť všetko
- 1920 – Dedinské povesti
- 1928 – Hrdinovia
- 1930 – Všetko za národ
- 1937 – Dve doby
- 1937 – Novohradská dedina
- 1937 – Výber z diela
- 1937 – Výber z rozprávok
- 1938 – Prvé kroky
- 1952 – Skúsenosť
- 1953 – Hrdinovia
- 1956 – Za koho ísť?, polskie wyd. Za kogo wyjść za mąż[6]
- 1956 – Mojžík a iné rozprávky
- 1960 – Ťapákovci a iné poviedky
- 1964 – Ťažké položenie
- 1967 – Veľké šťastie
- 1971 – Dielo 1-2
- 1973 – Bez hrdosti
- 1985 – Hrdinovia

### Dramat
- 1921 – Chudobná rodina
- 1923 – Páva
- 1979 – Ťapákovci

### Korespondencja
- 1952 – Korešpondenia Timravy a Šoltésovej
- 1994 – Petrus, P. Listy Boženy Slančíkovej Timravy